# Bible Black 2
Bible Black 2, titolo originale Bible Black: The Infection, è un videogioco visual novel, seguito di Bible Black, pubblicato il 14 luglio 2008 in Giappone, e successivamente pubblicato in lingua inglese il 28 giugno 2011.